# Northwood Hills (stanice metra v Londýně)
Northwood Hills je stanice metra v Londýně, otevřená 13. listopadu 1933. Na jméno stanice byla vyhlášena soutěž. Vyhrála ji jedna žena z North Harrow a tím dostala oprávnění přestřihnout stuhu a otevřít stanici. Stanice se nachází na:
- Metropolitan Line (mezi stanicemi Northwood a Pinner)

| Rok  | Počet cestujících |
| ---- | ----------------- |
| 2011 | 1,29 mil          |
| 2012 | 1,41 mil          |
| 2013 | 1,48 mil          |
| 2014 | 1,63 mil          |